# René Hillebrand
René Willem Hennie Hillebrand (1968) is een Nederlander die in 1990 in het Verenigd Koninkrijk wegens moord op zijn vrouw en zijn schoonouders is veroordeeld tot een levenslange gevangenisstraf. Hij zit zijn straf in Nederland uit.

## Voorgeschiedenis
Hillebrand kreeg als kind weinig aandacht van zijn ouders, waardoor hij volgens psychiaters weinig zelfbeheersing had. In 1984 eiste de officier van justitie voor de kinderrechter in de arrondissementsrechtbank te Amsterdam dat hij onder toezicht zou worden gesteld.

## Moord
In 1987 ontmoette Hillebrand in een Israëlische kibboets de Britse Dawn Lesley Sturgeon (1963), met wie hij trouwde en in Amsterdam ging wonen. Omdat hij haar sloeg, verliet ze hem in 1989 en ging ze naar haar ouders in Engeland. Hillebrand reisde haar achterna om haar ertoe over te halen bij hem terug te komen, waarbij hij volhield dat een huwelijk duurt "tot de dood ons scheidt". Toen ze dat weigerde, bracht hij haar en haar ouders Alan (50) en Margaret Sturgeon (49) in hun bungalow in Erith met meer dan twintig messteken om het leven. Hij verplaatste de lijken naar een slaapkamer en bedekte ze met dekbedden om de situatie te laten lijken op een mislukte inbraak. Dawn Sturgeons zus Nicola ontdekte de lichamen de volgende dag. Hillebrand werd op Gatwick Airport aangehouden toen hij probeerde terug te keren naar Nederland.

## Rechtszaak
In de rechtszaal beweerde Hillebrand dat Alan Sturgeon op hem af was gesprongen en in het mes was gelopen. In de worsteling zou ook Margaret zijn gestoken. Omdat hij niet tegen hun gekreun van de pijn kon, had hij ze "afgemaakt". Hij zou zijn vrouw in zijn armen hebben gehouden en hebben gezegd dat hij van haar hield voor hij haar doodstak. Uit psychiatrisch onderzoek bleek dat Hillebrand een psychopathische persoonlijkheidsstoornis had. Zijn advocaat voerde aan dat hij wegens verminderde toerekeningsvatbaarheid niet schuldig was aan moord, maar aan doodslag. Na vier uur beraadslagen achtte de jury hem schuldig aan drievoudige moord. Hij werd veroordeeld tot levenslang.
Hillebrands advocaat vroeg bij het vonnis of Hillebrand zijn straf in Nederland mocht uitzitten. Hij werd in 1994 overgeplaatst. Eind 2015 was Hillebrand een van de drie buiten Nederland tot levenslang veroordeelden die hun straf in Nederland uitzaten; de andere waren Edward Josephia (Aruba) en Hee Chan Schefer (België).